# Joseph Clark (tenisač)
Joseph Sill Clark starejši, ameriški tenisač, * 30. november 1861, Germantown, Philadelphia, ZDA, † 14. april 1956, Chestnut Hill, Philadelphia.
Joseph Clark se je v letih 1885, 1886 in 1887 uvrstil v polfinale na Nacionalnem prvenstvu ZDA med posamezniki. Turnir je osvojil med moškimi dvojicami leta 1885 in mešanimi dvojicami v letih 1888 in 1889. Leta 1955 je bil ob ustanovitvi sprejet v Mednarodni teniški hram slavnih. Tudi njegov brat Clarence Clark je bil tenisač.